# Nancy Drew: The Final Scene
The Final Scene es la quinta entrega de la serie de juegos de aventuras point-and-click Nancy Drew de Her Interactive .    El juego está disponible para jugar en Microsoft Windows. Los jugadores asumen el papel de Nancy Drew, la detective aficionada. La jugabilidad consiste en resolver un caso interrogando a los sospechosos, resolviendo puzles y descubriendo pistas. El juego está basado vagamente en un libro del mismo nombre, The Final Scene (1989). 

## Trama
Nancy Drew y su amiga Maya Nguyen están en el teatro Royal Palladium en St. Louis para el estreno de una nueva película llamada Vanishing Destiny. Maya se dispone a entrevistar a la estrella de la película, Brady Armstrong, para el periódico de su escuela, pero cuando Maya entra en su camerino es secuestrada. Nancy tiene que correr contra el tiempo para encontrar a Maya y al secuestrador antes de que el teatro sea demolido en tres días.

## Desarrollo

### Personajes
- Nancy Drew - Nancy es una detective aficionada de 18 años de la ciudad ficticia de River Heights en Estados Unidos. Ella es el único personaje jugable en el juego, lo que significa que el jugador debe resolver el misterio desde su perspectiva.
- Brady Armstrong - Brady es la estrella de la película Vanishing Destiny a quien Maya tenía la intención de entrevistar antes de ser secuestrada de su camerino.
- Simone Mueller - Simone es la agente egocéntrica de Brady que siempre está al teléfono en el vestuario femenino. Cuando Maya desaparece, decide cancelar el estreno de Vanishing Destiny porque cree que el secuestro de Maya es una gran oportunidad para conseguir más prensa.
- Joseph Hughes - Joseph es el conserje del teatro que trabaja en la sala de proyectores. Él es muy abierto y amigable. Joseph ha trabajado en el Royal Palladium toda su vida y está profundamente conectado con él, pero actúa como si estuviera de acuerdo con la demolición.
- Nicholas Falcone - Nicholas es el líder de «HAD IT» o «Humanos Contra la Destrucción de Teatros Ilustres», un grupo que protesta contra la demolición del teatro. Actúa como si fuera inocente y solo quiere ayudar, pero la policía dice que anteriormente fingió un secuestro para salvar un teatro.

### Elenco
- Nancy Drew - Lani Minella
- Brady Armstrong / El asombroso Monty - David S. Hogan
- Nicholas Falcone / Trabajador de la construcción - Max Holechek (como Alan Smythe)
- Joseph Hughes / Sargento Mac Ramsey - Bob Heath
- Simone Mueller / Madeline - Keri Healey
- Eustacia Andropov - Alena Saunders
- Ned Nickerson / Trucha Sherman - Scott Carty
- Bess Marvin - LaRue con fuerza
- George Fayne -Maureen Nelson[6]

## Recepción
Según PC Data, The Final Scene vendió 23.557 unidades en Norteamérica durante el 2001, y otras 15.947 unidades en los primeros tres meses de 2002. Sus ventas en la región durante el año 2003 alcanzaron las 38.064 unidades. Solo en Estados Unidos, la versión para computadora del juego vendió entre 100.000 y 300.000 unidades en agosto de 2006. Las ventas combinadas de la serie de juegos de aventuras Nancy Drew alcanzaron las 500.000 copias en Norteamérica a principios del 2003, y las entregas para computadora alcanzaron 2,1 millones de ventas solo en los Estados Unidos en agosto de 2006. Al comentar este éxito, Edge calificó a Nancy Drew como una «franquicia poderosa».
Charles Herold de New York Times declaró a The Final Scene uno de los mejores juegos de 2001. Elogiando a sus personajes, escribió que el juego «se apega a la fórmula [de Nancy Drew] pero la refina y la mejora, agregando un poco de suspenso, sospechosos más interesantes y diálogos más agudos». The Final Scene también recibió un Premio Parents' Choice de oro en el verano de 2002.